# EMA (programma)
EMA is sinds 1997 de Sloveense voorronde van het Eurovisiesongfestival. Met slechts twee 7de plaatsen is Slovenië een niet erg succesvol songfestivalland. Na de eerste deelname moest Slovenië al een jaar over slaan, wegens een pover resultaat. Dat moest in 2000 ook, al haalde Darja Svajger niet zo'n slecht resultaat in 1999. Toen gold echter de regel nog dat een land een gemiddelde van 50 punten moest hebben over de laatste vijf jaar, iets wat Slovenië niet had. In 2001 keerde het land met opgeheven hoofd terug door een 7de plaats te behalen. In 2002 was de keuze omstreden, 3 travestieten die als stewardess verkleed waren werden gestuurd, terwijl het publiek liever Karmen Stavec zag gaan. Deze zaak kwam zelfs tot in het parlement in bespreking, maar de inzending werd niet teruggetrokken. De groep eindigde 13de, wat naar Sloveense normen niet zo heel slecht is. Het jaar daarna werd Karmen Stavec toch gestuurd, maar zij bakte er nog minder van en eindigde 23ste. In eigen land was Na na na wel een dijk van een hit.
In 1999 kwam de vrije taalregel, maar in Slovenië was iedereen verplicht om in het Sloveens te zingen en enkel in 2002 werd besloten om ook op het songfestival in het Sloveens te zingen. In 2004 werd Engels ook toegelaten in de voorronde. Dat jaar behaalde de groep Platin het slechtste Sloveense resultaat tot nu toe; de 21ste plek van de slechts 22 deelnemers. In 2005 moest alles weer in het Sloveens gezongen worden en Omar Naber zong ook in zijn eigen taal op het songfestival, met een 12de plaats miste hij net de finale. Ook in 2006 was de inzending omstreden, het liedje van Anzej Dezan wordt van plagiaat beschuldigd, het zou te veel lijken op Santa Maria van de Oostenrijkse zangeres Simone. Plagiaatbeschuldigingen duiken elk jaar op en zijn meestal ongegrond, maar in dit geval is de gelijkenis te groot om toeval te zijn, het liedje is nagenoeg hetzelfde enkel met een Sloveense in plaats van een Duitse tekst.
Voor 2007 gooide de omroep het roer om, er worden 2 voorrondes met telkens 12 kandidaten gehouden, alles vindt op 3 dagen plaats en in de finale zijn er ook 12 kandidaten. De vakjury is buitenspel gezet zodat de televoters alle macht hadden. De televoters in Slovenië kozen voor Cvet z juga, gezongen door Alenka Gotar. Het lied wordt omschreven als operapop. Het was een dramatische ballade met veel hoge noten en een snel ritme. Voor Helsinki bleef de tekst ongewijzigd en Alenka koos tegen de traditie in voor het Sloveens.
In 2013 koos RTVSLO er voor het eerst voor de Sloveense inzending voor het Eurovisiesongfestival intern te verkiezen. Hannah Mancini eindigde met Straight into love echter op de laatste plaats in haar halve finale, waardoor de Sloveense openbare omroep in 2014 opnieuw teruggreep naar EMA. Ook in 2021 werd de Sloveense act intern geselecteerd, ditmaal werd er door de corona-pandemie ervoor gekozen om de winnaar van EMA 2020, Ana Soklič, te sturen.

## Lijst van winnaars
| Jaar | Artiest                          | Lied                          |
| ---- | -------------------------------- | ----------------------------- |
| 1993 | 1X Band                          | Tih deževen dan               |
| 1995 | Darja Švajger                    | Prisluhni mi                  |
| 1996 | Regina                           | Dan najlepših sanj            |
| 1997 | Tanja Ribič                      | Zbudi se                      |
| 1998 | Vili Resnik                      | Naj bogovi slišijo            |
| 1999 | Darja Švajger                    | Še tisoč let                  |
| 2001 | Nusa Derenda                     | Ne, ni res                    |
| 2002 | Sestre                           | Samo ljubezen                 |
| 2003 | Karmen Stavec                    | Lep poletni dan               |
| 2004 | Platin                           | Stay forever                  |
| 2005 | Omar Naber                       | Stop                          |
| 2006 | Anžej Dežan                      | Plan B                        |
| 2007 | Alenka Gotar                     | Cvet z juga                   |
| 2008 | Rebeka Dremelj                   | Vrag naj zvame                |
| 2009 | Quartissimo feat. Martina        | Love symphony                 |
| 2010 | Ansambel Roka Žlindre & Kalamari | Narodnozabavni rock           |
| 2011 | Maja Keuc                        | Vanilija                      |
| 2012 | Eva Boto                         | Verjamem                      |
| 2014 | Tinkara Kovač                    | Spet (round and round)        |
| 2015 | Maraaya                          | Here for you                  |
| 2016 | ManuElla                         | Blue and red                  |
| 2017 | Omar Naber                       | On my way                     |
| 2018 | Lea Sirk                         | Hvala, ne!                    |
| 2019 | Zala Kralj & Gašper Šantl        | Sebi                          |
| 2020 | Ana Soklič                       | Voda                          |
| 2022 | LPS                              | Disko                         |
| 2025 | Klemen                           | How much time do we have left |

Voor de uitslagen van Slovenië op het Eurovisiesongfestival, zie Slovenië op het Eurovisiesongfestival.